# Kyosuke Goto
Kyosuke Goto (født 29. juli 1992) er en japansk fodboldspiller, som spiller for den japanske fodboldklub Ventforet Kofu.